# Battle Arena Toshinden
Battle Arena Toshinden – gra wydana na konsolę Game Boy, PlayStation i Saturn oraz PC w 1995 roku. Jedna ze znaczących bijatyk wywodząca się z Japonii, w całości wykonana grafiką 3D (poza wersją Gameboy – 2D). Gra umożliwia kierowanie dowolną z ośmiu oddanych do wyboru postaci, z których każda posiada szeroki wachlarz umiejętności stosowanych w walce, a także własną broń. Gracze toczą pojedynki na ograniczonych ringach, z których spadnięcie równa się natychmiastowemu ukończeniu rozgrywki z wynikiem na korzyść zawodnika, który ostał się na arenie.
Pomimo szybkiego pojawienia się na rynku konkurencji w grach tego rodzaju (chociażby Tekken), Battle Arena Toshinden nie zatraciła popularności. Wydane zostały aż trzy jej kontynuacje w formie kolejnych części gry, składających się na całą serię. Pierwsza część pojawiła się także na PlayStation Classic. Oprócz gier wideo powstał w 1996 roku japoński dwuczęściowy film animowany o tym samym tytule.

## Opis fabuły
Ośmiu podróżujących wojowników o niezwykłym przeznaczeniu spotyka się na jednej arenie, by w zawodach zwanych Toshinden stoczyć z rywalami walkę o przetrwanie. Turniej został powołany na mocy tajemniczej organizacji, zwanej jako Secret Society. Niektórzy wojownicy stanęli w szranki dla własnych korzyści, innych zaś motywowały pobudki pomszczenia kochanych osób.

## Rozgrywka
Każda z dostępnych postaci posiada własny zestaw unikatowych ciosów, ruchów czy specjalnych ataków. Wśród nich znajdują się także ataki desperackie, kiedy wskaźnik wytrzymałości zawodnika maleje do dziesięciu procent. Postać może poruszać się po trójwymiarowej arenie swobodnie. Przyciski odpowiadające za kierunki poruszania się mogą mieć znaczący wpływ na jakość przeprowadzonego ciosu zwykłego bądź specjalnego. Mogą także wpływać na obronę, zmniejszając liczbę zadawanych obrażeń, a także parowanie ataków albo uniki. Niektóre ruchy mogą zostać zwielokrotnione poprzez klawisze sterowania, jeżeli wciśnie się je podwójnie – bohater wówczas zyskuje możliwość biegania, a nawet odskoczenia.

## Postaci

### Postaci dostępne na początku rozgrywki
- Eiji Shinjo – protagonista serii. Młody, japoński wędrowny miecznik, który powziął sobie za życiowy cel odnalezienie swojego starszego brata, imieniem Sho. W walce posługuje się kataną.
- Kayin Amoh – szkocki miecznik i łowca nagród, który swego czasu napotkał Eiji'ego na swojej drodze, czyniąc z niego zarazem przyjaciela, jak i odwiecznego rywala. Pragnie za wszelką cenę pomścić śmierć swego przybranego ojca, który zginął z rąk zeszłorocznego mistrza turnieju. W walce posługuje się mieczem długim.
- Sofia – rosyjska blond-włosa kobieta, pracująca jako prywatny detektyw. Usiłuje odzyskać z dawna utraconą pamięć. W walce posługuje się biczem.
- Rungo Iron – Górnik szczodrobliwego serca, dążący do tego, by uwolnić uprowadzonego przez organizację Secret Society syna, Christophera, oraz żonę, Lilę. W walce posługuje się maczugą.
- Fo Fai – parający się ulicznymi sztuczkami starożytny chiński magik, skrywający w sercu mrok oraz naturę bezlitosnego zabijaki. W walce posługuje się metalowymi ostrzami.
- Mondo – pozbawiony emocji wojownik ninja, który zrzesza do turnieju wybrańców, mających stawić czoła organizacji Secret Society. W walce posługuje się włócznią.
- Duke B. Rambert – waleczny francuski rycerz, który powziął sobie za punkt honoru oczyszczenie swego imienia, wskutek niegdysiejszej porażki po starciu z Eijim Shinjo, wyzywając go na pojedynek. W walce posługuje się mieczem obosiecznym.
- Ellis – pełna wigoru, osierocona tancerka, podróżująca ze swoją wędrowną trupą. Stara się znaleźć jakikolwiek dowód na to, że jej ojciec nadal żyje. W walce posługuje się krótkimi mieczami.

### Postaci odblokowane na dalszym etapie rozgrywki
- Gaia – sponsor zawodów oraz główny przeciwnik w grze. Jego motywy uczestnictwa w turnieju są owiane tajemnicą. Okazuje się być później zaginionym ojcem Ellis.
- Sho Shinjo – ukryty prawdziwy główny przeciwnik w grze. Zwycięzca zeszłorocznego turnieju oraz starszy brat Eiji'ego. Bezlitosny miecznik, dla którego nic w świecie nie posiada takiej ceny, jak pojedynek. W walce posługuje się kataną.
- Cupido (wersja na Sega Saturn) – zagadkowa kobieca postać, komunikująca się za pomocą tajemniczych przekazów i niejasnych wiadomości.
- Uranus (wersja na Gameboya) – pracująca dla organizacji niewiasta o utajonych pobudkach w uskrzydlonym, przystosowanym do latania kostiumie. W walce posługuje się łukiem i strzałami.
- Earthworm Jim (wersja na komputer) – dodatkowa, gościnna postać z imieniem, będącym również tytułem gry, z której pochodzi. Ściśle oparty na schemacie walki Rungo Irona. W walce posługuje się maczugą.